# Le roi soleil

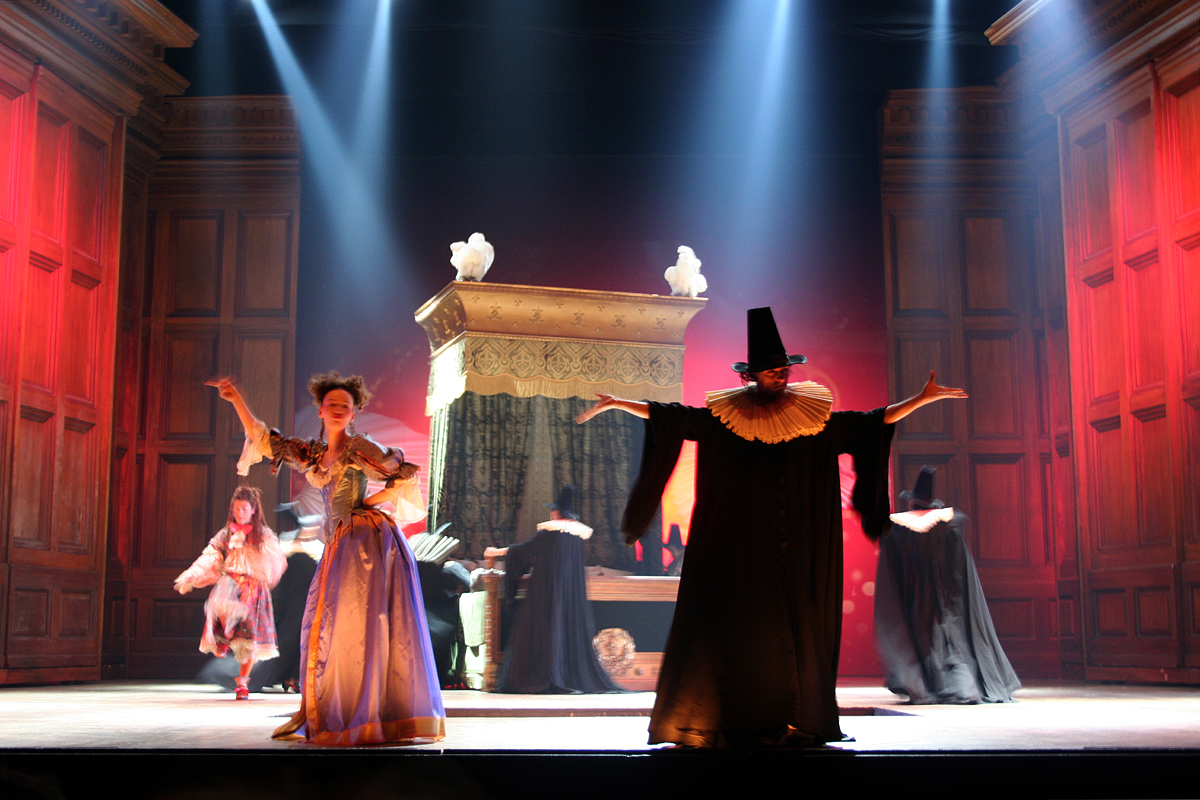
En scen ur musikalen.

Le roi soleil, är en fransk musikal av Dove Attia och Albert Cohen. Musikalen är regisserad av Kamel Ouali och handlar om Ludvig XIV av Frankrike. Den hade premiär 2005 i Paris.